# Абаскаль, Гильермо
Гилье́рмо Абаска́ль Пе́рес (исп. Guillermo Abascal Pérez; род. 13 апреля 1989, Севилья) — испанский футбольный тренер, ранее выступавший как футболист на позиции нападающего.

## Биография
Начал заниматься футболом в академии любительского клуба «Гелиополис». В 2002 году участвовал в детском турнире, где сыграл два матча и забил семь мячей, после чего был приглашён скаутом в академию «Барселоны». В 2004 году проиграл конкуренцию и решил перейти в академию из своего родного города — «Севилью». Профессиональной карьеры не имел, выступал в ряде любительских испанских клубов до 2011 года. Закончил с профессиональным футболом в 19 лет, Абаскаль признавался, что ему тяжело ходить на тренировки, он не видел для себя мотивации. Одной из главных причин его ухода из футбола стало непонимание, чего от него хотят добиться тренеры, Абаскаль допускал, что лучше понимал игру, так как тренировался в «Барселоне».
В возрасте 18 лет поступил в Университет имени Пабло де Олавиде в Севилье. Один год обучался в португальском Университете Алгарве, где защитил магистерскую диссертацию на тему физической подготовки и реабилитации футболистов после травм. Помимо футбола также занимался карате и водными видами спорта — каякингом и виндсёрфингом, а также ходил на тренерские курсы. Эти увлечения появились у него во время учёбы в университете на специалиста по реабилитации после футбольных травм. Во время обучения в Португалии организовал университетскую команду из испанцев «Эрасмус», где выступал в качестве играющего тренера и выиграл один из университетских турниров.
Помимо родного испанского, Абаскаль также владеет португальским, французским, английским и итальянским языками. Отец — Хавьер Абаскаль, в прошлом регбист; дядя — Боско Абаскаль, также регбист, нападающий, выступал за сборную Испании (в том числе участвовал в матчах против сборной России).
11 апреля 2023 года Абаскаль женился в Москве на своей избраннице Алехандре. 26 мая 2023 года Абаскаль стал отцом, у него родился сын, которому дали испанско-русское имя Гильермо-Николай. Сын был назван в честь основателя «Спартака» Николая Старостина.

## Тренерская карьера

### Ранние годы
В 2012 году после получения диплома стал работать в «Севилье». Сначала работал с молодёжными командами, в которых занимал должности тренера по физической подготовке, ассистента и руководителя отдела молодёжи. В июле 2014 года привлёк внимание тренера основной команды — Унаи Эмери, который пригласил Абаскаля видеоаналитиком в свой штаб, в котором он трудился до июня 2016 года. В июле 2016 года начал самостоятельную тренерскую карьеру, возглавив молодёжную команду «Севильи», с которой проработал до июня 2017 года. Так как в «Севилье» зарплата была маленькая, он вместе с тренерами из академии «Бетиса» создал свою академию.

### «Кьяссо» и «Лугано»
12 июня 2017 года Абаскаль был назначен на пост главного тренера швейцарского клуба «Кьяссо», которому затем помог сохранить прописку в высшей лиге страны. Но вскоре у него ухудшились отношения с руководством команды, которое он обвинил в плохом финансировании. 4 апреля 2018 года после шести поражений в последних восьми матчах он был уволен. Шесть дней спустя он был назначен в другой швейцарский клуб — «Лугано», подписав контракт до конца сезона 2017/18. На момент прихода клуб занимал девятое место в таблице и ему угрожал вылет, но Абаскаль вывел «Лугано» на восьмую позицию и всего на три очка отстал от места дающего путёвку в квалификационный раунд Лиги Европы. В последнем туре команда сыграла вничью с «Базелем» 2:2, проигрывая 0:2, но после игры президент «Лугано» Анжело Рензетти не пожал руку тренеру и отправил его в отставку.

### «Асколи», «Волос» и «Базель»
В сезоне 2018/19 занимал должность заместителя технического секретаря в «Кадисе». Летом 2019 года был назначен главой молодёжного департамента итальянского «Асколи», где параллельно возглавлял молодёжную команду. В сезоне 2019/20 привёл команду к победе Примавере 2. 27 января 2020 года Паоло Дзанетти был уволен с поста главного тренера основной команды и Абаскаль был назначен исполняющим обязанности. Руководил «Асколи» в одном матче, в котором его клуб разгромил «Ливорно» (3:0). После назначения Роберто Стеллоне новым тренером вернулся в молодёжную команду. Но 16 апреля 2020 года, после того как Стеллоне был уволен после двух месяцев работы, Абаскаль был назначен новым главным тренером первой команды. После двух поражений в двух матчах, после возобновления сезона из-за COVID-19, 22 июня 2020 года он был уволен со своего поста.
В июне 2021 года возглавил греческий «Волос». В декабре 2021 года был уволен, а в январе 2022 года стал ассистентом тренера «Базеля» Патрика Рахмена. 21 февраля 2022 года, спустя четыре тура, Рахмен был уволен и Абаскаля назначили исполняющим обязанности, по итогам сезона 2021/22 стал с клубом обладателем серебряных медалей национального чемпионата. Руководство «Базеля» ожидало от тренера большего в плане результатов и игры, поэтому после сезона ему предложили должность главного тренера в молодёжной команде, но вскоре контракт был расторгнут по инициативе Абаскаля.

### «Спартак» (Москва)
10 июня 2022 года 33-летний специалист был представлен в качестве главного тренера московского «Спартака» после отставки итальянца Паоло Ваноли. Контракт Абаскаля с клубом был подписан на два года. Испанец стал третьим в списке самых молодых тренеров в истории Российской премьер-лиги, моложе были только Владимир Газзаев и Бахва Тедеев, также Абаскаль стал самым молодым наставником красно-белых за российский период. Вместе с ним в тренерский штаб «Спартака» вошли: ассистенты — Карлос Мария Валье Морено и Владимир Слишкович, тренеры по физической подготовке — Фернандо Перес Лопес и Александр Зайченко, а также тренер вратарей Василий Кузнецов. 23 июня 2022 года провёл свою первую тренировку во главе клуба на предсезонном сборе.

#### Сезон 2022/23

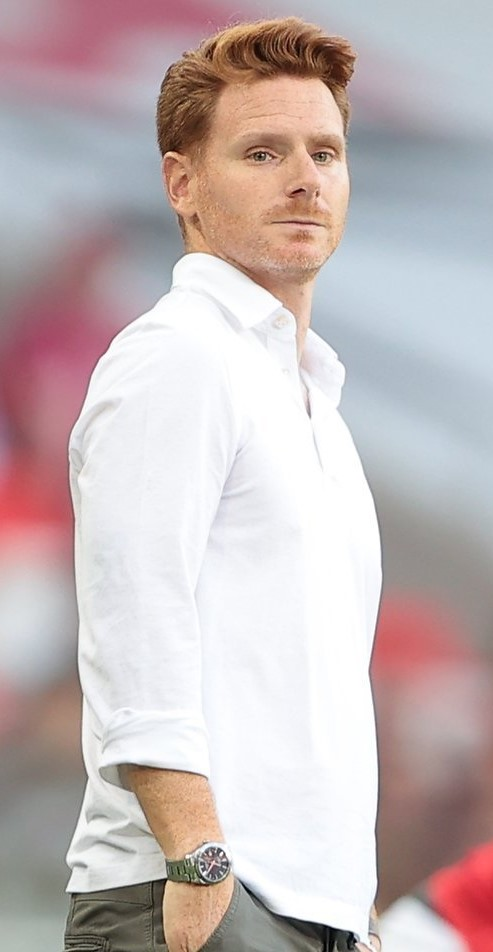
Абаскаль руководит «Спартаком» в матче против «Оренбурга»

Первый матч во главе «Спартака» провёл 9 июля 2022 года в матче за Суперкубок России против петербургского «Зенита», в котором команда пропустила четыре безответных мяча. Первую победу с клубом одержал 23 июля 2022 года в матче 2-го тура чемпионата России против «Краснодара» (4:1). В первых трёх турах чемпионата России «Спартак» под руководством Абаскаля забил девять мячей, что стало лучшим результатом с сезона 1995, также клуб набрал семь очков — это лучший старт клуба с сезона 2012/13. 14 августа 2022 года в матче 5-го тура чемпионата России клуб разгромил «Сочи» (3:0) и единолично возглавил турнирную таблицу впервые с сезона 2020/21, также «Спартак» первым в истории чемпионата России достиг отметки в 500 побед.
29 сентября 2022 года в матче 3-го тура группового этапа Кубка России был обыгран петербургский «Зенит» (3:0), это стала первая победа «Спартака» над «Зенитом» с 2017 года. «Спартак» впервые с 2006 года обыграл «Зенит» с разницей в три мяча. Петербуржцы прервали свою серию из 21 матча без поражений против московских команд, также «Зенит» впервые за пять лет крупно проиграл в матчах против российских команд. 30 октября 2022 года «Спартак» в 15-м туре чемпионата России обыграл московское «Торпедо» (1:0), тем самым завершив первый круг чемпионата, «Спартак» провёл лучший первый круг по количеству набранных очков (32 очка) с последнего чемпионского сезона (2016/17), также красно-белые провели один из лучших первых кругов по забитым голам (37), лишь в 1993-м (40) и 1994-м (39) они отправили в ворота соперников больше 37 мячей. 12 ноября 2022 года команда в гостевом матче 17-го тура чемпионата России обыграла «Локомотив» (2:1) и впервые с сезона 2011/12 выиграла оба матча у московского клуба. «Спартак» продлил свою серию без поражений до 11 матчей, за это время красно-белые одержали девять побед и дважды сыграли вничью. Также «Спартак» впервые с 2018 года выиграл последний зимний тур и ушёл на зимнюю паузу на втором месте.
В феврале 2023 года, во время зимних сборов, «Спартак» под руководством Абаскаля выиграл зимний турнир — «Winline Зимний Кубок РПЛ». 13 февраля 2023 года продлил контракт с клубом до лета 2025 года. 22 февраля 2023 года в матче 1/4 финала Кубка России против московского «Локомотива» (1:0), Абаскаль включил в состав «Спартака» 11 российских футболистов, что произошло впервые с 1999 года. 18 марта 2023 года «Спартак» в матче 20-го тура чемпионата России против «Оренбурга» (0:2) проиграл впервые с 11 сентября 2022 года, а также не забил в матче РПЛ впервые с 20 августа 2022 года. 19 апреля 2023 года «Спартак» завершил своё участие в розыгрыше Кубка России, проиграв клубу Первой лиги «Акрону» (1:2), до этого матча у красно-белых была всего одна победа в семи сыгранных матчах. 24 апреля 2023 года «Спартак» в матче 24-го тура чемпионата России обыграл «Краснодар» (4:3), проигрывая до 63-й минуты 0:2. Команда вышла в лидеры по волевым победам в сезоне РПЛ, эта волевая победа стала для «Спартака» четвёртой в сезоне, также красно-белые лидирует и по волевым очкам — 16 волевых очков. Команда завершила сезон 2022/23 на третьем месте, тем самым впервые за два года завоевав медали чемпионата России.

#### Сезон 2023/24
Первый матч в сезоне 2023/24 «Спартак» под руководством Абаскаля провёл в чемпионате России, обыграв в домашнем матче «Оренбург» (3:2). 31 июля 2023 года в домашнем матче 2-го тура чемпионата России команда обыграла дебютанта лиги «Балтику» (2:1), тем самым «Спартак» начал чемпионат с двух побед подряд впервые с чемпионского сезона 2016/17. 5 августа 2023 года красно-белые одержали победу над «Рубином» (4:1) в 3-м туре чемпионата России, тем самым впервые с сезона 2013/14 одержали три победы в первых трёх турах Премьер-лиги. 8 августа 2023 года в матче 2-го тура группового этапа пути РПЛ Кубка России против «Пари НН» (5:4) «Спартак» одержал пятую победу подряд на старте сезона, что стало впервые в истории клуба. Также красно-белые забили 16 мячей в пяти стартовых играх цикла впервые в 21-м веке, больше в начале сезона «Спартак» забивал лишь в 1948 и 1956 году. 2 сентября 2023 года «Спартак» проиграл в матче 7-го тура чемпионата России против «Краснодара» (0:2), этот матч стал четвёртым подряд, когда команда не может победить, чего не случалось с осени 2021 года. Также «Спартак» не забил во втором туре РПЛ подряд. 19 сентября 2023 года команда под руководством Абаскаля одержала четвёртую победу в четырёх матчах Кубка России, обыграв «Пари НН» (3:0) и став первой командой, которая досрочно вышла в плей-офф турнира. 23 сентября 2023 года «Спартак» одержал победу над московским «Динамо», для команды это стало восьмым московским дерби, в которых красно-белые не проигрывают — лучшая подобная серия с 2007 года. 28 октября 2023 года команда в гостевом матче 13-го тура чемпионата России проиграла воронежскому «Факелу» (0:2), красно-белые проиграли четыре выездных матча в РПЛ подряд, что стало повторением клубного антирекорда в чемпионате России, до этого подобное случалось в 2004 году при главном тренере Невио Скале. Также «Спартак» не забивал в трёх гостевых матчах РПЛ подряд — также повторение антирекорда красно-белых. 9 декабря 2023 года «Спартак» в домашнем, заключительном матче года, обыграл «Крылья Советов» (3:0) в 18-м туре чемпионата России. В 2023 году «Спартак» провёл 18 домашних матчей чемпионата России: 10 побед, 7 ничьих, 1 поражение. В гостевых матчах в сезоне 2023/24 клуб одержал лишь две победы в восьми встречах. После зимней паузы «Спартак» не смог забить в трёх матчах подряд в РПЛ и повторил свою худшую сухую серию в чемпионатах России, в последний раз «красно‑белые» не забивали в трёх матчах подряд в 2014 году при Дмитрии Гунько. 14 апреля 2024 года, после поражения от «Сочи» (0:1), руководство «Спартака» приняло решение об увольнении Абаскаля с поста главного тренера.

### «Гранада» и «Атлетико Сан-Луис»
19 июня 2024 года был назначен главным тренером в испанский клуб «Гранада», выступающий в Сегунде. В шести играх подопечные Абаскаля набрали шесть очков и отрыв от зоны вылета составлял всего два очка. 20 сентября 2024 года «Гранада» сыграла 2:2 с «Малагой» — эта ничья стала для андалусийцев третьей подряд и продлила их безвыигрышную серию до четырёх матчей. 21 сентября 2024 года Абаскаль был отправлен в отставку.
30 мая 2025 года возглавил мексиканский клуб «Атлетико Сан-Луис».

## Тренерская статистика
| Команда           | Начало работы   | Завершение работы | Показатели команды | Показатели команды | Показатели команды | Показатели команды | Показатели команды | Показатели команды | Показатели команды | Показатели команды |
| Команда           | Начало работы   | Завершение работы | И                  | В                  | Н                  | П                  | МЗ                 | МП                 | РМ                 | % побед            |
| ----------------- | --------------- | ----------------- | ------------------ | ------------------ | ------------------ | ------------------ | ------------------ | ------------------ | ------------------ | ------------------ |
| Кьяссо            | 1 июля 2017     | 3 апреля 2018     | 28                 | 8                  | 6                  | 14                 | 29                 | 45                 | −16                | 028,57             |
| Лугано            | 10 апреля 2018  | 1 октября 2018    | 19                 | 7                  | 6                  | 6                  | 29                 | 28                 | +1                 | 036,84             |
| Асколи (и. о.)    | 27 января 2020  | 2 февраля 2020    | 1                  | 1                  | 0                  | 0                  | 3                  | 0                  | +3                 | 100,00             |
| Асколи            | 16 апреля 2020  | 22 июня 2020      | 2                  | 0                  | 0                  | 2                  | 1                  | 4                  | −3                 | 000,00             |
| Волос             | 1 июля 2021     | 4 декабря 2021    | 11                 | 4                  | 1                  | 6                  | 19                 | 23                 | −4                 | 036,36             |
| Базель (и. о.)    | 21 февраля 2022 | 9 июня 2022       | 16                 | 5                  | 7                  | 4                  | 24                 | 20                 | +4                 | 031,25             |
| Спартак (Москва)  | 10 июня 2022    | 14 апреля 2024    | 74                 | 36                 | 16                 | 22                 | 127                | 96                 | +31                | 048,65             |
| Гранада           | 19 июня 2024    | 21 сентября 2024  | 5                  | 1                  | 2                  | 2                  | 6                  | 8                  | −2                 | 020,00             |
| Атлетико Сан-Луис | 30 мая 2025     | н. в.             | 4                  | 1                  | 0                  | 3                  | 4                  | 9                  | −5                 | 025,00             |
| Итого             | Итого           | Итого             | 160                | 63                 | 38                 | 59                 | 242                | 233                | +9                 | 039,38             |

## Достижения
Тренерские
«Спартак» (Москва)
- Бронзовый призёр чемпионата России: 2022/23[77]